# Jack Crawford (tenisač)
John Herbert »Jack« Crawford, avstralski tenisač, * 22. marec 1908, Urangeline, Novi Južni Wales, Avstralija, † 10. september, 1991, Sydney, Avstralija.
Jack Crawford je nekdanja številka ena na moški teniški lestvici in zmagovalec šestih posamičnih turnirjev za Grand Slam, še štirikrat pa je zaigral v finalu, ob tem pa je osvojil enajst turnirjev za Grand Slam v konkurenci dvojic. Štirikrat je osvojil Prvenstvo Avstralije, po enkrat Amatersko prvenstvo Francije in Prvenstvo Anglije, na turnirjih za Nacionalno prvenstvo ZDA pa se je enkrat uvrstil v finale. V desetih finalih se je štirikrat pomeril s Fredom Perryjem, proti katerem je dosegel eno zmago in tri poraze. Dvakrat je premagal Harryja Hopmana, edini preostali poraz v finalih mu je prizadejal Gottfried von Cramm. Leta 1933 je bil vodilni na moški teniški lestvici. V konkurenci moških dvojic je štirikrat osvojil Prvenstvo Avstralije ter po enkrat Amatersko prvenstvo Francije in Prvenstvo Anglije, v konkurenci mešanih dvojic pa trikrat Prvenstvo Avstralije ter po enkrat Amatersko prvenstvo Francije in Prvenstvo Anglije. Leta 1979 je bil sprejet v Mednarodni teniški hram slavnih.

## Finali Grand Slamov posamično (10)

### Zmage (6)
| Leto | Turnir                       | Nasprotnik v finalu | Rezultat finala          |
| 1931 | Prvenstvo Avstralije         | Harry Hopman        | 6-4, 6-2, 2-6, 6-1       |
| 1932 | Prvenstvo Avstralije (2)     | Harry Hopman        | 4-6, 6-3, 3-6, 6-3, 6-1  |
| 1933 | Prvenstvo Avstralije (3)     | Keith Gledhill      | 2-6, 7-5, 6-3, 6-2       |
| 1933 | Amatersko prvenstvo Francije | Henri Cochet        | 8-6, 6-1, 6-3            |
| 1933 | Prvenstvo Anglije            | Ellsworth Vines     | 4-6, 11-9, 6-2, 2-6, 6-4 |
| 1935 | Prvenstvo Avstralije (4)     | Fred Perry          | 2-6, 6-4, 6-4, 6-4       |

### Porazi (4)
| Leto | Turnir                       | Nasprotnik v finalu | Rezultat finala           |
| 1933 | Nacionalno prvenstvo ZDA     | Fred Perry          | 3-6, 13-11, 6-4, 0-6, 1-6 |
| 1934 | Prvenstvo Avstralije         | Fred Perry          | 3-6, 5-7, 1-6             |
| 1934 | Amatersko prvenstvo Francije | Gottfried von Cramm | 4-6, 9-7, 6-3, 5-7, 3-6   |
| 1934 | Prvenstvo Anglije            | Fred Perry          | 3-6, 0-6, 5-7             |